# Fulvetta ludlowi
Fulvetta ludlowi (лат.) — это маленькая птица из семейства суторовых. В некоторых классификациях эта птица относится к роду альципп. Вид впервые был описан Норманом Бойдом Кинниром в 1935 г. Латинское название дано в честь Франка Лудлоу — английского ботаника, коллекционера и исследователя Туркестана, Бутана и Тибета.
Птица обитает в Индокитае на территории Бутана, Индии,  Китая и Мьянмы. Селится в лесах и зарослях кустарника. Её серо-коричневая окраска позволяет хорошо маскироваться среди ветвей. Данных по рациону птицы мало, но предположительно она питается как животной, так и растительной пищей. Период размножения приходится на май—сентябрь.

## Этимология и систематика
Шотландский зоолог Норман Бойд Киннир описал данный вид в 1935 г и присвоил ему название Fulvetta ludlowi, в честь английского исследователя Франка Лудлоу.

## Описание

### Внешний вид
Небольшая птица, силуэтом похожая на воробья. Длина туловища составляет около 11,5 см. В окраске преобладают серые и коричневые тона. Голова птицы коричневая, горло пёстрое, сочетает белый цвет и коричневый, того же оттенка, что и на голове. Области около глаз, верх головы, зашеек и часть брюшка серые. Нижняя часть спины и нижняя часть брюшка коричнево-рыжие. Покровные перья крыла коричневые, крайние маховые чёрные и белые, остальные маховые рыже-коричневые с серым. Хвост рыже-коричневый.

### Голос
Песня передаётся как «си-си-спир».

## Размножение
В Бутане сезон размножения начинается в мае и заканчивается к сентябрю.

## Питание
Предположительно в рацион птицы входят мелкие беспозвоночные и растительная пища

## Распространение
Птица обитает в Бутане, Китае, Индии и Мьянме. Селится в рододендровых лесах, бамбуковых рощах и зарослях кустарника. Ведёт преимущественно оседлый образ жизни, но может совершать недалёкие перелёты в сезон дождей.